# Fabien Palcau
Fabien Palcau (né le 22 juin 1997 à Dijon) est un athlète français spécialiste de la course de fond et du cross-country.  

## Biographie
Fabien Palcau remporte aux Championnats d'Europe de cross-country 2015 à Hyères la médaille d'or en cross junior par équipes et la médaille d'argent en cross junior individuel.
Aux Championnats d'Europe de cross-country 2018 à Tilbourg ainsi qu'aux Championnats d'Europe de cross-country 2019 à Lisbonne, il est médaillé d'or en cross espoir par équipes.
Lors des Championnats d'Europe de cross-country 2023 à Bruxelles ; il remporte la médaille d'argent en cross par équipes.

## Palmarès
| Date | Compétition                                    | Lieu       | Résultat | Épreuve                   | Temps           |
| ---- | ---------------------------------------------- | ---------- | -------- | ------------------------- | --------------- |
| 2015 | Championnats d'Europe de cross-country juniors | Hyères     | 2e       | Cross individuel          | 17 min 45 s     |
| 2015 | Championnats d'Europe de cross-country juniors | Hyères     | 1er      | Cross par équipes         | 27 pts          |
| 2018 | Championnats d'Europe de cross-country espoirs | Tilbourg   | 7e       | Cross individuel          | 24 min 6 s      |
| 2018 | Championnats d'Europe de cross-country espoirs | Tilbourg   | 1er      | Cross par équipes         | 11 pts          |
| 2019 | Championnats d'Europe de cross-country espoirs | Lisbonne   | 6e       | Cross individuel          | 24 min 52 s     |
| 2019 | Championnats d'Europe de cross-country espoirs | Lisbonne   | 1er      | Cross par équipes         | 17 pts          |
| 2021 | Coupe d'Europe du 10 000 mètres                | Birmingham | 1er      | 10 000 mètres par équipes | 1 h 24 min 40 s |
| 2023 | Championnats d'Europe de cross-country         | Bruxelles  | 10e      | Cross individuel          | 30 min 46 s     |
| 2023 | Championnats d'Europe de cross-country         | Bruxelles  | 2e       | Cross par équipes         | 26 pts          |

| Date | Compétition                             | Lieu             | Résultat | Épreuve      | Temps          |
| ---- | --------------------------------------- | ---------------- | -------- | ------------ | -------------- |
| 2020 | Championnats de France                  | Albi             | 2e       | 5 000 mètres | 13 min 35 s 61 |
| 2022 | Championnats de France                  | Caen             | 3e       | 5 000 mètres | 13 min 55 s 49 |
| 2023 | Championnats de France                  | Albi             | 3e       | 5 000 mètres | 13 min 32 s 57 |
| 2023 | Championnats de France de cross-country | Carhaix-Plouguer | 3e       | Cross long   | 32 s 43        |
| 2025 | Championnats de France de cross-country | Challans         | 2e       | Cross long   |                |